# Thomas Carmoy
Thomas Carmoy (16 de febrero de 2000) es un deportista belga que compite en atletismo, especialista en la prueba de salto de altura.
En los Juegos Europeos de Cracovia 2023 consiguió una medalla de plata en la prueba de salto de altura. Ganó dos medallas de bronce en el Campeonato Europeo de Atletismo en Pista Cubierta, en los años 2021 y 2023.

## Palmarés internacional
| Juegos Europeos                      | Juegos Europeos    | Juegos Europeos   | Juegos Europeos |
| Año                                  | Lugar              | Medalla           | Prueba          |
| ------------------------------------ | ------------------ | ----------------- | --------------- |
| 2023                                 | Chorzów (Polonia)  | Medalla de plata  | Salto de altura |
| Campeonato Europeo en Pista Cubierta |                    |                   |                 |
| Año                                  | Lugar              | Medalla           | Prueba          |
| 2021                                 | Toruń (Polonia)    | Medalla de bronce | Salto de altura |
| 2023                                 | Estambul (Turquía) | Medalla de bronce | Salto de altura |